# Luc Rémont
Luc Rémont, né le 7 septembre 1969 à Nancy, est un chef d'entreprise, ancien haut fonctionnaire et ancien banquier d'affaires français.
D'abord conseiller ministériel sous la présidence de Jacques Chirac, il entre ensuite dans le secteur privé et occupe des fonctions dirigeantes au sein de la banque d'affaires Bank of America Merrill Lynch, de Schneider Electric, puis du Gimélec. Le gouvernement français annonce sa nomination comme président-directeur général d'EDF le 29 septembre 2022, celle-ci est validée par le Parlement le 26 octobre 2022 et officialisée par le Conseil des ministres le 23 novembre 2022. Il quitte ses fonctions au sein d'EDF en mars 2025.

## Biographie
Son père Bruno Rémont fut maire (UDF, puis UMP) de Saint-Cyr-au-Mont-d'Or pendant 25 ans (de mars 1983 à mars 2008). Sa mère était psychiatre au CHS de Saint-Cyr-au-Mont-d'Or.
Il est ancien élève du Lycée privé Sainte-Geneviève. Il est élève de la promotion entrée en 1988 à l’École polytechnique. Il entre ensuite dans le corps des ingénieurs de l'armement et obtient le diplôme de l'ENSTA. Il obtient aussi un DEA de l'Université de Paris IV en reconnaissance des formes.
Il commence sa carrière en 1993 comme ingénieur militaire, à la Direction générale de l'armement.
En 1996, il est affecté à la direction du Trésor du ministère français de l'Économie et des Finances. Il est d'abord chargé des relations avec les banques de développement telles que la BERD et la Banque mondiale. Il œuvre dans le service administratif qui gère les participations de l’État dans les transports. De 2002 à 2007, il est actif dans les cabinets ministériels des ministres de l’Économie et des finances successifs : Francis Mer, Nicolas Sarkozy et  Thierry Breton. Il travaille sur l’introduction en Bourse d’EDF en 2005 et sur les privatisations d'ADP et d'Areva
Il entre dans le privé en 2007. A Bank of America Merrill Lynch, il dirige la Banque de financement et d’investissement en France en 2009, ainsi que la filiale du Benelux, jusqu'en juillet 2014. Il supervise à ce titre la vente d’Alstom énergie à l’américain General Electric.
Il œuvre à Schneider Electric, où il dirige les opérations France jusqu'au 1er avril 2017, date à laquelle il est remplacé à ce poste par Christel Heydemann. Il est alors nommé directeur général des opérations internationales.
En outre, il est élu président du Gimélec d'avril 2015 à mai 2018, date à laquelle Christel Heydemann lui succède dans cette fonction.
En septembre 2022, l'État envisage de le nommer à la tête de EDF à la place de Jean-Bernard Lévy, avec une possible dissociation des fonctions de président et de directeur général. Luc Rémont a donc été préféré aux autres candidats Philippe Knoche et Marianne Laigneau. Cette dernière a un temps été pressentie pour prendre la présidence non exécutive d'EDF, dans le cas d'une dissociation de la fonction de Président de celle de Directeur Général. Finalement, l’État tranche pour une gouvernance unique et officialise la nomination de Luc Rémont comme PDG d'EDF en novembre 2022,. Son salaire annuel sera limité à 450 000 Euros.
Il est décrit comme proche d’Alexis Kohler, le secrétaire général de l’Élysée mais également de Joël Barre, l'« architecte système » des futurs EPR2 devant être construits par EDF.

## EDF
Il prend les rênes de l'entreprise publique au moment où EDF traverse une période particulièrement difficile liée notamment aux difficultés opérationnelles rencontrées sur le parc nucléaire. Dans sa feuille de route, le gouvernement lui demande de se concentrer sur trois chantiers clefs : rétablissement de la production d'EDF aux « meilleurs comparables internationaux », maîtrise des délais et des budgets pour les projets nucléaires en cours et redressement « dans la durée » de la trajectoire financière du groupe.
Selon Challenges, il « a su redresser la barre chez EDF mais des défis colossaux sont encore à venir ».
Il s'accorde avec l'Etat sur une régulation souple sur le parc nucléaire existant, laissant une grande liberté commerciale à EDF, tout en s'engageant à répondre aux besoins spécifiques des consommateurs, notamment l'industrie électro-intensive et électro-sensible, par des contrats de partenariat industriel. Cet accord, annoncé le 14 novembre 2023, vise à « trouver un équilibre entre la compétitivité industrielle, la stabilité des prix pour les ménages et le développement d'EDF ». Toutefois, alors qu'il a signé avec les industriels un volume de contrats de partenariat industriel adossé sur le parc nucléaire inférieur à « 1% de l'objectif » 15 mois après l'accord, il annonce l'évolution de ses modalités de contractualisations et lance le 6 mars 2025 des enchères ouvertes à l'ensemble des consommateurs qui ont des besoins supérieurs à 7GWh/an, ainsi qu'aux fournisseurs ou producteurs. Ces enchères sont très mal accueillies par l'industrie, qui considère qu'EDF « préférerait clairement vendre aux plus offrants plutôt qu’à ceux qui en ont besoin » et « tournerait délibérément le dos à l’industrie électro-intensive et électro-sensible ». En outre, un ensemble de parlementaires se plaignent de l'attitude d'EDF dans La Tribune. 
À l'issue d'un conseil de politique nucléaire (CPN) le 17 mars 2025, le CPN demande à EDF « d’amplifier les actions de maîtrise des coûts et du calendrier », rappelle la nécessité pour EDF « de consolider la maîtrise industrielle du programme » et sollicite, pour répondre aux inquiétudes sur l'avancée des travaux, la mise en place d'un « suivi renforcé » par la Délégation interministérielle au nouveau nucléaire, en lien avec le ministère chargé de l’énergie.
Luc Rémont est officiellement remercié par le ministre de l’économie, Eric Lombard, le 21 mars 2025, et quitte la direction d'EDF,. Il est alors nommé président d'honneur du groupe sans vouloir les "privilèges" associés à ce statut.

## Procès et controverses
En janvier 2024, des ressortissants camerounais déposent une plainte devant le tribunal de Nanterre. Il est reproché à Luc Rémont et à onze Français impliqués dans la construction du barrage de Nachtigal (420 MW) d’avoir manqué à leur devoir de vigilance et à leur obligation d’assister des personnes en danger. Un accident survenu le 30 août 2023 sur ce chantier a provoqué la disparition de deux employés'.

## Vie privée
Il est père de 4 enfants. Son épouse Sophie, normalienne et ingénieur des mines, travaille à Bpifrance.